# GHOST SWEEPER
《GHOST SWEEPER》是日本女性歌手原田千榮的首張單曲。1993年4月30日由King Records發行。

## 解說
表題曲「GHOST SWEEPER」是1993年4月至1994年3月由朝日放送製作、朝日電視網播出的電視動畫《GS美神》選用的片頭主題曲。規格是採8cmCD的方式發行。後來與B面歌曲「Try my heaven」都在1995年7月21日發行的同名動畫CD原聲帶《GS美神 Gorgeous Songs》收錄，2005年1月26日以精選專輯形式再發盤。

## 收錄歌曲
1. GHOST SWEEPER [3:44]
  - 作詞：有森聰美（日语：有森聡美），作曲：大森俊之，編曲：岩本正樹（日语：岩本正樹）
  - 朝日放送製作、朝日電視網電視動畫《GS美神》片頭主題曲
2. Try my heaven [4:49]
  - 作詞：木本慶子，作曲：五島翔，編曲：PAROME
3. GHOST SWEEPER（Off Vocal Version）
4. Try my heaven（Off Vocal Version）